# Mecklenburgische II
| Mecklenburgische II     | Mecklenburgische II        | Mecklenburgische II        | Mecklenburgische II        |
| ----------------------- | -------------------------- | -------------------------- | -------------------------- |
|                         |                            |                            |                            |
| Nummerierung:           | 43, 44, 47–53 1895: 2, 6–8 | 43, 44, 47–53 1895: 2, 6–8 | 43, 44, 47–53 1895: 2, 6–8 |
| Anzahl:                 | 5                          | 1                          | 3                          |
| Hersteller:             | Borsig                     | Borsig                     | Borsig                     |
| Baujahr(e):             | 1849–1851                  | 1851                       | 1853+1856                  |
| Ausmusterung:           | 1894–1901                  | 1896                       | 1891+1893                  |
| Achsformel:             | 1B n2                      | 1B n2                      | 1B n2                      |
| Spurweite:              | 1435 mm                    | 1435 mm                    | 1435 mm                    |
| Länge über Puffer:      | ≈ 12.095 mm                | ≈ 12.095 mm                | ≈ 12.095 mm                |
| Höhe:                   | ≈ 4422 mm                  | ≈ 4422 mm                  | ≈ 4422 mm                  |
| Gesamtradstand:         | ≈ 3725 mm                  | ≈ 3725 mm                  | ≈ 3725 mm                  |
| Leermasse:              | 22,80 t                    | 24,00 t                    | 24,20 t                    |
| Dienstmasse:            | 25,05 t                    | 26,75 t                    | 26,60 t                    |
| Reibungsmasse:          | 15,60 t                    | 21,95 t                    | 21,20 t                    |
| Radsatzfahrmasse:       | 7,80 t                     | 10,98 t                    | 10,60 t                    |
| Kuppelraddurchmesser:   | 1535–1600 mm               | 1535–1600 mm               | 1535–1600 mm               |
| Laufraddurchmesser:     | 1015–1045 mm               | 1015–1045 mm               | 1015–1045 mm               |
| Steuerungsart:          | Stephenson                 | Stephenson                 | Stephenson                 |
| Zylinderanzahl:         | 2                          | 2                          | 2                          |
| Zylinderdurchmesser:    | 330 mm 356 mm              | 380 mm                     | 381 mm                     |
| Kolbenhub:              | 508 mm 559 mm              | 559 mm                     | 559 mm                     |
| Kesselüberdruck:        | 8,19 bar 7,31 bar          | 7,31 bar                   | 5,85 bar                   |
| Anzahl der Heizrohre:   | 135–143                    | 145                        | 139                        |
| Heizrohrlänge:          | 2794–3058 mm               | 4077 mm                    | 4193 mm                    |
| Rostfläche:             | 1,07–1,15 m²               | 1,07 m²                    | 0,99 m²                    |
| Strahlungsheizfläche:   | 5,15–5,93 m²               | 5,57 m²                    | 5,16 m²                    |
| Rohrheizfläche:         | 48,72–53,51 m²             | 80,58 m²                   | 76,90 m²                   |
| Verdampfungsheizfläche: | 53,87–58,87 m²             | 86,15 m²                   | 82,06 m²                   |
| Lokbremse:              | Spindelbremse              | Spindelbremse              | Spindelbremse              |
| 1. 2.                   |                            |                            |                            |

In die Gattung II ordnete die Großherzoglich Mecklenburgische Friedrich-Franz-Eisenbahn verschiedene zwischen 1849 und 1856 beschaffte Dampflokomotiven der Bauart 1B ein. Darunter befanden sich auch fünf ursprünglich mit der Achsfolge 1A1 gelieferte Lokomotiven.

## Geschichte
Zwischen 1849 und 1851 lieferte Borsig an die Mecklenburgische Eisenbahngesellschaft fünf Lokomotiven mit der Achsfolge 1A1, die jedoch von den zur gleichen Zeit gelieferten Lokomotiven der der späteren Gattung I abwichen. Die Lokomotiven BERLIN, BÜTZOW, WARNOW, MAGDEBURG und STRELITZ erhielten die Betriebsnummern 7, 8, 11, 12 und 15. Schon bald nach der Inbetriebnahme stellte es sich heraus, dass die Lokomotiven bei der Beförderung von Güterzügen zwischen Schwerin und Rostock an die Grenze der Leistungsfähigkeit gerieten. Mit einer Reibungsmasse von 12 t waren die Lokomotiven für einen solchen Einsatzzweck nicht geeignet. Deshalb lieferte Borsig ab 1851 vier Lokomotiven mit der Achsfolge 1B. Die Lokomotiven HERCULES, OBOTRIT, SWANTEWIT und RADEGAST erhielten die Nummern 16, 18, 19 und 21. Mit der Verstaatlichung 1873 wurde die RADEGAST in KIEL umbenannt, da bereits eine Lokomotive Gattung VIII der staatliche Friedrich-Franz-Bahn diesen Namen trug. 1895 erhielten BÜTZOW, WARNOW, STRELITZ und HERCULES die Nummern 2, 6, 7 und 8. Als erste Lok wurde 1891 die KIEL ausgemustert. Als letzte Lok der Gattung war bis 1903 die STRELITZ im Einsatz.
Die fünf Lokomotiven mit der Achsfolge 1A1 wurden später auf 1B umgebaut.
Eingesetzt wurden die Loks auf den Strecken Schwerin–Rostock und Bützow–Güstrow.

## Konstruktive Merkmale
Die Lokomotiven besaßen einen innenliegenden Gabelrahmen. Der dreischüssige Langkessel hatte auf dem mittleren Kesselschuss einen Dampfdom. Der Stehkessel besaß eine überhöhte Feurbüchsdecke und ein Sicherheitsventil.
Das Zweizylinder-Nassdampftriebwerk war außenliegend. Die Zylinder waren waagerecht angeordnet und die Kuppelstange arbeitete auf die erste Achse. Die Schieberkästen waren wie die Stephenson-Steuerung innenliegend.
Die Kuppelachsen waren mittels untenliegenden Blattfedern am Rahmen abgefedert. Dem Gewichtsausgleich dienten Ausgleichshebel zwischen den Federn. Die vorderen Laufräder wurden durch obenliegende Blattfedern am Rahmen abgefedert. 
Die Schraubenbremse befand sich am Tender. Die Lokomotiven verfügten über ein geräumiges Führerhaus mit Seitenfenstern.
Die Lokomotiven wurden mit den Tendern 2 T 4,45 und 3 T 7,90 eingesetzt.